# 鳍碘泡虫
鳍碘泡虫（学名：Myxobolus pinna）为碘泡科碘泡虫属的动物。在中国，分布于湖北等，营寄生生活，寄生在鲩的鳍。